# Goo (album)
Goo è il sesto album in studio del gruppo musicale statunitense Sonic Youth, pubblicato il 26 giugno del 1990 dall'etichetta discografica Geffen Records.
Tra 1990 e 1992 ha venduto negli Stati Uniti d'America 220 000 copie, raggiungendo il 96º posto nella Billboard 200.
Il 12 e il 13 settembre 2005 è stata pubblicata una versione in formato doppio CD e una versione in formato 12" rimasterizzate, includendo versioni demo e b-sides.

## Descrizione

### Registrazioni
Nel novembre del 1989 il gruppo registra con Jim Waters, Don Fleming e J Mascis al Waterworks Studio di New York le versioni demo pubblicate su Stereo8 di alcune delle tracce che andranno a comporre l'album: Tunic, Number One (prototipo di Disappear), Titanium Exposé, Dirty Boots, Corky (Cinderella's Big Score), My Friend Goo, Bookstore (che sarebbe poi diventata Mote), Animals (Mary-Christ), DV2 (Kool Thing), Blowjob (Mildred Pierce), Lee #2 e una cover dei Beach Boys I Know There's an Answer, queste ultime due poi escluse dalla tracklist. Scooter and Jinx è una traccia-campione di un poco più di un minuto in cui Thurston Moore produce feedback con la chitarra. Successivamente venne sovraincisa da Nick Sansano e Ron Saint Germain su tutte le altre tracce durante le registrazioni finali.
Viene intrapreso un mini tour in cui vengono suonati i primi abbozzi delle nuove canzoni. Durante le prove generali che precedono un concerto a Hoboken nel New Jersey il 27 ottobre 1989 vengono registrate Tuff Boyz e Isaac.
Nel 1990 avvengono le registrazioni finali al Sorcerer Sound Greene Street di New York con la produzione di Nick Sansano e Ron Saint Germain e la collaborazione di J Mascis dei Dinosaur Jr. e Don Fleming. Questi ultimi fanno anche da coristi. Così come Chuck D dei Public Enemy presta la voce in Kool Thing, sebbene inizialmente Kim Gordon volesse la partecipazione di LL Cool J, che ha ispirato la canzone. Il rapper fu intervistato dalla bassista per un articolo su Spin con l'intenzione di trovare un punto di incontro tra la scena musicale alternativa e quella hip-hop di New York. Ma a causa del maschilismo di LL Cool J la conversazione degenerò e Kim Gordon lo colpì in testa con il suo taccuino.
Nello stesso studio e nello stesso periodo, oltre alla tracklist definitiva, viene registrata anche Dr. Benway's House. That's All I Know (Right Now) e Can Song vengono invece registrate sempre nel 1990 nello studio di Wharton Tiers.
Il 26 giugno 1990 esce l'album accompagnato dal singolo e dal relativo videoclip di Kool Thing diretto da Tamra Davis. Durante le riprese Kim Gordon aveva intenzione di imbracciare una mitragliatrice IMI Uzi, ma la Geffen le ha impedito di farlo, dato che il videoclip sarebbe dovuto entrare in rotazione su MTV. Kim Gordon ha definito il video «il momento più imbarazzante della sua vita». Come secondo singolo viene invece scelto il brano Disappearer, il cui video, diffuso nel dicembre del 1991, viene girato a Toronto.

### Tour
Nell'agosto del 1990 il gruppo intraprende un tour per il Nord America, accompagnati dai Nirvana. Il gruppo di Kurt Cobain nell'aprile del 1990 aveva già registrato i demo per Nevermind con Butch Vig, produttore a cui si affideranno anche i Sonic Youth per Dirty (1992) e Experimental Jet Set, Trash & No Star (1994). Successivamente si spostano in Europa e nuovamente in Nord America, supportati questa volta dai Mudhoney. Dall'esibizione del 3 novembre all'Università della California - Irvine vengono registrate le versioni live di White Kross, Eric's Trip, Cinderellas Big Score, Dirty Boots e The Bedroom, poi inserite nell'EP Dirty Boots, considerato però come il singolo finale estratto da Goo.
Nel gennaio del 1991 ripartono come band di apertura del tour "Smell The Horse" di Neil Young & Crazy Horse. Successivamente fanno una data in Giappone e ritornano in Europa nuovamente supportati dai Nirvana. Durante questo tour, Dave Markey, gira il documentario musicale 1991: The Year Punk Broke e il gruppo comincia a scrivere nuovo materiale (Orange Rolls, Angel's Spit, Chapel Hill, Sugar Kane e Purr) per l'album successivo Dirty, il cui sound tende al grunge tipico di quegli anni.

### Titolo e copertina
Il titolo che nel 1989 i membri dei Sonic Youth davano al futuro album era Blowjob (lett. "fellatio"). Lee Ranaldo ha affermato che il gruppo aveva scelto quel titolo dopo aver visto un'opera di Raymond Pettibon raffigurante una caricatura di Joan Crawford che metteva in mostra le labbra. Un secondo motivo fu anche quello di voler provocare i discografici della Geffen Records, etichetta major a loro nuova. Successivamente il titolo cambia in Goo prendendo il nome dalla sesta traccia My Friend Goo. Raymond Pettibon dei Black Flag si adegua realizzando nuove illustrazioni in bianco e nero legate al titolo definitivo per corredare la confezione del vinile.
Per la copertina si ispirò a una foto scattata da un paparazzo nel 1966, raffigurante Maureen Hindley e il primo marito David Smith mentre guidano per andare a testimoniare contro la sorella Myra Hindley e Ian Brady, implicati nei cosiddetti moors murders. A destra rispetto ai personaggi Pettibon aggiunge la frase: "I stole my sister's boyfriend. It was all whirlwind, heat and flash. Within a week we killed my parents and hit the road." (lett. "Ho rubato il ragazzo a mia sorella. Era tutto un turbine di calore e un lampo. In una settimana abbiamo ucciso i miei genitori e siamo partiti.").
La copertina è stata considerata controversa dai discografici della Geffen Records che hanno tentato, senza risultati, di convincere il gruppo a trovarne una alternativa. "Tutto quel che occorre [per convincerci a cambiare la copertina] è un ragazzino che tenta di uccidere i propri genitori e ha il nostro disco in cameretta." ha dichiarato Kim Gordon. Sul retro un'altra illustrazione con lo stesso stile rappresenta invece una donna mentre pulisce con un fazzoletto il viso di un uomo rassicurandolo dicendo: "Nothing...Lipstick, and a little blood" (lett. "Non è niente...solo rossetto e un po' di sangue"). In alto a destra, sopra la tracklist, è presente il logo di Goo in verde accompagnato da un'impronta di labbra truccate con il rossetto. In basso a destra, invece, vi è un piccolo disegno che invita a distruggere il Parents Music Resource Center (in inglese "Smash the PMRC").
Le foto all'interno della confezione, al contrario caratterizzate da colori molto vivaci, sono state scattate da Michael Lavine.

#### Citazioni e riferimenti
Lo stile della copertina e il titolo sono stati omaggiati e pariodati entrando nell'immaginario indie. Dai Prisonshake per la loro copertina dell'album Spoo, dai Pechsaftha in Dick in Frisco e dalla band scozzese The Twilight Sad nella compilation a tiratura limitata Killed My Parents and Hit the Road.
Tunic è dedicata a Karen Carpenter, cantante dei The Carpenters morta nel 1983 a causa delle complicazioni di salute dovute all'anoressia nervosa. In Lee #2 e My Friend Goo Kim Gordon, che solitamente suona il basso, e Thurston Moore, il chitarrista, si scambiano i ruoli.

### La nuova etichetta
L'album segna il debutto discografico per la major Geffen Records, con cui il gruppo è sotto contratto tuttora. Lee Ranaldo ha affermato che, non avendo avuto grande soddisfazione della distribuzione con le etichette indipendenti, passare ad una major è stata una decisione presa per rendere più facile l'autopromozione attraverso concerti anche internazionali e per rendere più reperibili i loro dischi. Nonostante l'etichetta abbia ostacolato il gruppo durante le riprese del videoclip di Kool Thing e durante la genesi dell'album per quanto riguarda la scelta del titolo e della copertina, durante un'intervista pubblicata sulla rivista musicale Spin, Thurston Moore ha dichiarato: "Questa etichetta ci tratta meglio di quanto qualsiasi etichetta indipendente abbia mai fatto» e «Ora siamo in un periodo diverso: le major hanno reparti di musica alternativa con staff composto da persone provenienti dalla scena indie. Avremmo potuto aspettare e firmare ora e, sì, probabilmente avremmo potuto ottenere più guadagni. Sarebbe stato un grande affare. Ma abbiamo firmato un contratto per un ammontare piuttosto modesto in modo tale da poter avere il controllo completo sulla nostra musica".

## Tracce

### Versione originale
Testi e musiche di Kim Gordon, Thurston Moore, Lee Ranaldo e Steve Shelley.
1. Dirty Boots – 5:24
2. Tunic (Song for Karen) – 6:17
3. Mary-Christ – 3:08
4. Kool Thing (feat. Chuck D) – 4:04
5. Mote – 7:36
6. My Friend Goo – 2:18
7. Disappearer – 5:08
8. Mildred Pierce – 2:12
9. Cinderella's Big Score – 5:50
10. Scooter + Jinx – 1:00
11. Titanium Exposé – 6:26

Durata totale: 49:23

### Versione Deluxe

#### Disco 1
1. Dirty Boots
2. Tunic (Song for Karen)
3. Mary-Christ
4. Kool Thing
5. Mote
6. My Friend Goo
7. Disappearer
8. Mildred Pierce
9. Cinderella's Big Score
10. Scooter and Jinx
11. Titanium Exposé
12. Lee #2
13. That's All I Know (Right Now)
14. The Bedroom
15. Dr. Benway's House
16. Tuff Boyz

#### Disco 2
1. Tunic
2. Number One (Disappearer)
3. Titanium Exposé
4. Dirty Boots
5. Corky (Cinderella's Big Score)
6. My Friend Goo
7. Bookstore (Mote)
8. Animals (Mary-Christ)
9. DV2 (Kool Thing)
10. Blowjob (Mildred Pierce)
11. Lee #2
12. I Know There's An Answer
13. Can Song
14. Isaac
15. Goo Interview Flexi

## Crediti

### Gruppo
- Thurston Moore - voce, chitarra
- Lee Ranaldo - chitarra, voce in Mote
- Kim Gordon - basso, voce in Tunic (Song for Karen), Kool Thing, My friend goo
- Steve Shelley - batteria

### Turnisti
- J Mascis - cori (tracce 2, 5, 6)
- Don Fleming - cori (tracce 1, 7)
- Chuck D - voce (traccia 4)

## Classifiche
| Classifica (2022) | Posizione massima |
| ----------------- | ----------------- |
| Grecia            | 25                |